# Alessandra Ferri
Alessandra Ferri es una bailarina italiana nacida en Milán en 1963. Considerada la más grande bailarina italiana desde Carla Fracci.
Estudió danza en La Scala y desde los 17 años en Londres en el Royal Ballet School. Ganó el Prix de Lausanne en 1990 uniéndose al Royal Ballet en 1991. Con la compañía creó roles en L'Invitation au voyage, Valley of Shadows, Isadora, Consort Lessons, Different Drummer y Chanson.
Su repertorio incluyó Illuminations, Return to the Strange Land, The Sleeping Beauty, Afternoon of a Faun, The Two Pigeons, El lago de los cisnes, Mayerling, Manon y Juliet en Romeo and Juliet, Voluntaries, Konservatoriet, Cinderella, La Bayadère y Les Biches.
Trabajó mucho con el coreógrafo Kenneth MacMillan y con Roland Petit.
En 1995 se unió al American Ballet Theatre donde realizó una importante parte de su carrera junto a sus partenaires Julio Bocca y Roberto Bolle de La Scala a quien invitó para sus funciones de despedida en el ABT como Julieta. 
También bailó con Rudolf Nuréyev (1998), Mijaíl Barýshnikov, Anthony Dowell, Patrick Dupond, Peter Schaufuss, Maximiliano Guerra, Laurent Hilaire, Angel Corella y Manuel Legris.
Se retiró en junio de 2017. 
Tiene dos hijas con el fotógrafo italiano Fabrizio Ferri.
En 1992 ganó el Olivier Award y en 2015 fue condecorada Cavaliere della Repubblica Italiana.